# Vrbovac (Daruvár)
Vrbovac (1910 és 1971 között Vrbovac Podborski) falu Horvátországban Belovár-Bilogora megyében. Közigazgatásilag Daruvárhoz tartozik.

## Fekvése
Belovártól légvonalban 46, közúton 56 km-re délkeletre, Daruvár központjától 2 km-re keletre, Nyugat-Szlavóniában, a Papuk-hegység lejtőin, a Lučica és Glogovac-patakok összefolyásánál fekszik.

## Története
A térség a 17. század végén szabadult fel a török uralom alól. A teljesen kihalt területre a parlagon heverő földek megművelése és a határvédelem céljából a 18. század első felében Bosznia területéről telepítettek be új, szerb anyanyelvű lakosságot. Az első katonai felmérés térképén „Dorf Verbovacz” néven találjuk. Lipszky János 1808-ban Budán kiadott repertóriumában „Verbovacz” néven szerepel. Nagy Lajos 1829-ben kiadott művében „Verbovacz” néven 22 házzal és 181 ortodox vallású lakossal találjuk.
A Magyar Királyságon belül Horvát–Szlavónország részeként, Pozsega vármegye Daruvári járásának része volt. 1857-ben 185, 1910-ben 334 lakosa volt. A 19. század végén és a 20. század elején  az olcsó földterületek miatt és a jobb megélhetés reményében magyar lakosság telepedett le itt. 1910-ben a népszámlálás adatai szerint lakosságának 80%-a szerb, 10%-a horvát, 10%-a magyar anyanyelvű volt. Az I. világháború után 1918-ban az új szerb-horvát-szlovén állam, majd később (1929-ben) Jugoszlávia része lett. 1941 és 1945 között a németbarát Független Horvát Államhoz, háború után a település a szocialista Jugoszláviához tartozott. A település 1991-től a független Horvátország része. 1991-ben lakosságának 55%-a szerb, 20%-a horvát, 8%-a cseh nemzetiségű volt. 2011-ben a településnek 561 lakosa volt.

## Lakossága
| Lakosság változása | Lakosság változása | Lakosság változása | Lakosság változása | Lakosság változása | Lakosság változása | Lakosság változása | Lakosság változása | Lakosság változása | Lakosság változása | Lakosság változása | Lakosság változása | Lakosság változása | Lakosság változása | Lakosság változása | Lakosság változása |
| ------------------ | ------------------ | ------------------ | ------------------ | ------------------ | ------------------ | ------------------ | ------------------ | ------------------ | ------------------ | ------------------ | ------------------ | ------------------ | ------------------ | ------------------ | ------------------ |
| 1857               | 1869               | 1880               | 1890               | 1900               | 1910               | 1921               | 1931               | 1948               | 1953               | 1961               | 1971               | 1981               | 1991               | 2001               | 2011               |
| 185                | 180                | 203                | 217                | 286                | 334                | 352                | 369                | 397                | 442                | 536                | 379                | 424                | 534                | 554                | 561                |